# Consolidated Aircraft

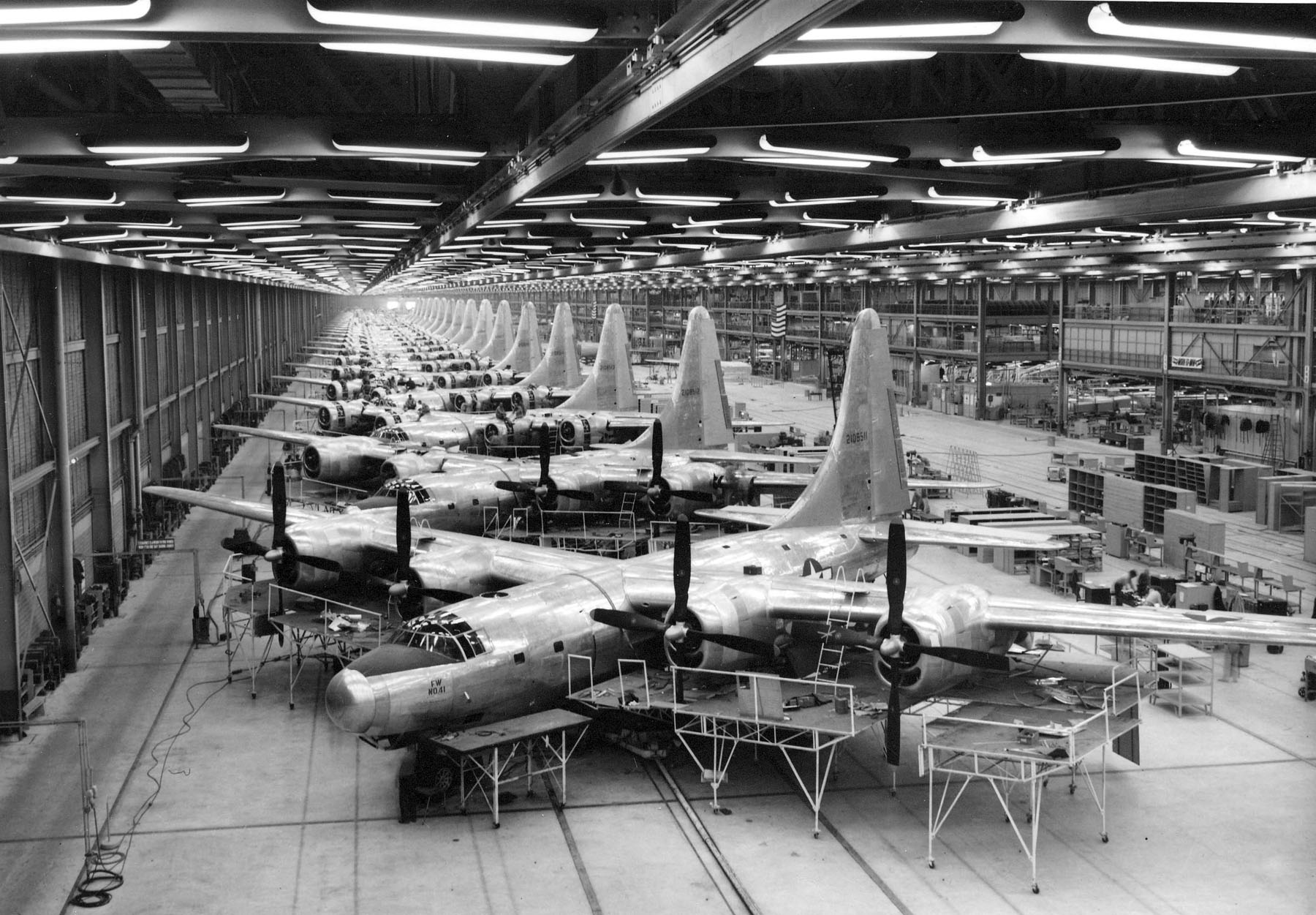
Produktionslinie der B-32 Dominator

Consolidated Aircraft war ein US-amerikanischer Flugzeughersteller.

## Geschichte
Das Unternehmen wurde am 29. Mai 1923 von Reuben H. Fleet gegründet, um in Lizenz Maschinen des Typs Dayton-Wright TW-3 in einem Gebäude zu bauen, das von Gaulladet Aircraft geleast wurde. Bald danach übernahm Fleet Gaulladet Aircraft und erwarb die Rechte zum Bau von Dayton-Wright-Konstruktionen von General Motors, das sich zu dieser Zeit aus dem Flugzeugbau zurückzog.
Im Februar 1929 gründete Fleet das Unternehmen Fleet Aircraft in Buffalo (New York). Im August 1929 verschmolz Fleet Aircraft mit Consolidated, die Produkte wurden aber weiterhin unter dem Namen „Fleet“ vertrieben. Gleichzeitig erwarb Consolidated auch die Thomas-Morse Aircraft Corporation. Im Jahr 1930 wird Ray P. Whitman, einer der Pioniere der Luftfahrt und Gründer von Bell Aircraft, Vizepräsident des Unternehmens. Ende 1941 verkaufte Fleet seinen 34-prozentigen Aktien-Anteil an die Vultee Aircraft, einer Tochterfirma von AVCO (Aviation Corporation), woraufhin Vultee im November 1942 die Aktienmehrheit an Consolidated erwarb und am 17. März 1943 die Consolidated Vultee Aircraft Corporation gründete. Auch diese war weiterhin eine Tochterfirma von AVCO und wurde 1954 unter dem Namen CONVAIR eine Abteilung der General Dynamics Corporation.

## Produkte
Die bekanntesten Flugzeuge waren der Langstreckenbomber Consolidated B-24 „Liberator“ und das Flugboot Consolidated „Catalina“.
Weitere Flugzeuge der Firma Consolidated Aircraft sind die folgenden (Erstflugdaten jeweils in Klammern):
- PT-1 Schulflugzeug (1923)
- NY Schulflugzeug (1927)
- Fleetster (1929)
- XPY-1 Commodore (1931)
- A-11/Y1P-25[3]
- P2Y[4]
- PBY Catalina (1936)
- PB2Y Coronado (1937)
- PB3Y (im November 1942 beendetes Projekt eines viermotorigen Flugboots)
- XP4Y-1 Corregidor (1939)[5]
- B-24 Liberator (1939)
  - PBY4-1 Liberator US Navy
  - C-87 Liberator Express
  - C-109 Liberator
  - PB4Y-2 Privateer (1944)
- TBY Sea Wolf (1941), Torpedobomber
- B-32 Dominator (1942)